# Stedefreund
Stedefreund is een plaats in het zuidwesten van de Duitse gemeente Herford, deelstaat Noordrijn-Westfalen, en telt 1.462 inwoners (31 december 2015).
Het dorp ligt 2 km ten noorden van Brake, gemeente Bielefeld en dat heeft een tweemaal per uur bediend stationnetje (Bahnhof Brake b Bielefeld) aan de spoorlijn Hannover - Hamm. De Bundesstraße 61 loopt door Stedefreund. Gezien de ligging is Stedefreund eigenlijk als een voorstadje van Bielefeld te beschouwen.

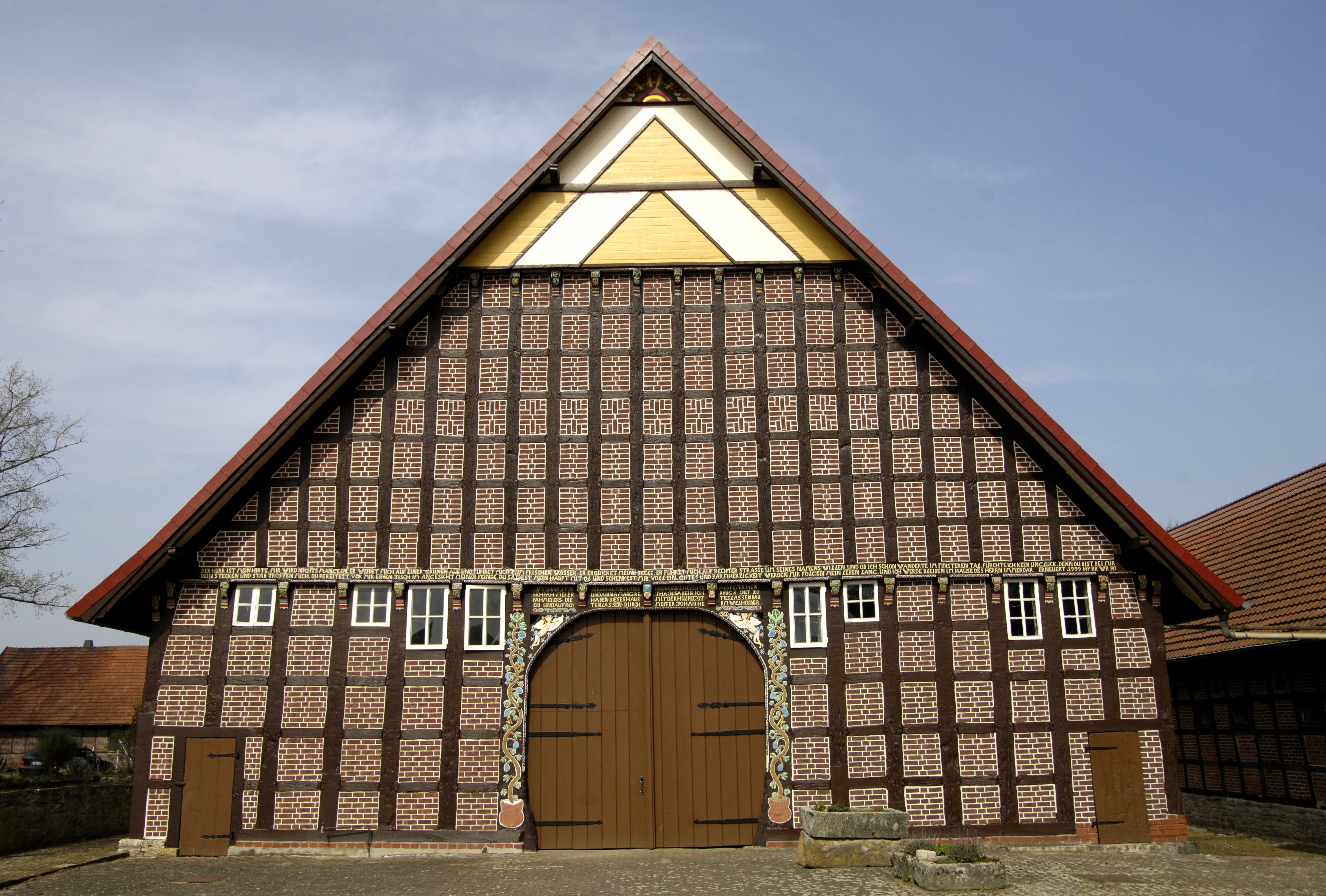
Monumentale boerderij Pahmeier aan de Braker Straße op de grens van Stedefreund en Elverdissen